# Lista över fornlämningar i Kinda kommun
Lista över fornlämningar i Kinda kommun är en förteckning av ett urval av de fornlämningar som finns i Kinda kommun.

## Horn
| Namn                           | Lämningstyp         | Tillkomsttid | Historisk indelning | Plats | Läge                 | ID-nr          | Bild                                      |
| ------------------------------ | ------------------- | ------------ | ------------------- | ----- | -------------------- | -------------- | ----------------------------------------- |
| Horn 3:1                       | Stensättning        |              | Horn, Östergötland  |       | 57.898484, 15.837243 | 10043400030001 | Ladda upp en bild av detta fornminne      |
| Horn 4:1                       | Stensättning        |              | Horn, Östergötland  |       | 57.895100, 15.839732 | 10043400040001 | Ladda upp en bild av detta fornminne      |
| Jätteudden (Horn 15:1)         | Gravfält            |              | Horn, Östergötland  |       | 57.961260, 15.849771 | 10043400150001 | Ladda upp en till bild av detta fornminne |
| Horn 18:1                      | Gravfält            |              | Horn, Östergötland  |       | 57.876495, 15.864479 | 10043400180001 | Ladda upp en bild av detta fornminne      |
| Skansberget (Horn 22:1)        | Fornborg            |              | Horn, Östergötland  |       | 57.921772, 15.735643 | 10043400220001 | Ladda upp en bild av detta fornminne      |
| Horn 24:1                      | Röse                |              | Horn, Östergötland  |       | 57.936336, 15.837561 | 10043400240001 | Ladda upp en bild av detta fornminne      |
| Horn 24:2                      | Stensättning        |              | Horn, Östergötland  |       | 57.936375, 15.837308 | 10043400240002 | Ladda upp en bild av detta fornminne      |
| Dackeberget (Horn 25:1)        | Fornborg            |              | Horn, Östergötland  |       | 57.915924, 15.828246 | 10043400250001 | Ladda upp en bild av detta fornminne      |
| Horn 26:1                      | Stensättning        |              | Horn, Östergötland  |       | 57.942339, 15.816420 | 10043400260001 | Ladda upp en bild av detta fornminne      |
| Horn 27:1                      | Stensättning        |              | Horn, Östergötland  |       | 57.925090, 15.842472 | 10043400270001 | Ladda upp en bild av detta fornminne      |
| Horn 27:2                      | Stensättning        |              | Horn, Östergötland  |       | 57.925187, 15.842415 | 10043400270002 | Ladda upp en bild av detta fornminne      |
| Horn 27:3                      | Stensättning        |              | Horn, Östergötland  |       | 57.925101, 15.842314 | 10043400270003 | Ladda upp en bild av detta fornminne      |
| Horn 28:1                      | Gravfält            |              | Horn, Östergötland  |       | 57.911147, 15.834718 | 10043400280001 | Ladda upp en bild av detta fornminne      |
| Horn 29:1                      | Stenkrets           |              | Horn, Östergötland  |       | 57.932228, 15.867587 | 10043400290001 | Ladda upp en bild av detta fornminne      |
| Horn 30:1                      | Gravfält            |              | Horn, Östergötland  |       | 57.927071, 15.863369 | 10043400300001 | Ladda upp en bild av detta fornminne      |
| Horn 31:1                      | Stensättning        |              | Horn, Östergötland  |       | 57.928986, 15.858377 | 10043400310001 | Ladda upp en bild av detta fornminne      |
| Horn 32:1                      | Begravningsplats    |              | Horn, Östergötland  |       | 57.934678, 15.860062 | 10043400320001 | Ladda upp en bild av detta fornminne      |
| Horn 32:4                      | Kyrka/kapell        |              | Horn, Östergötland  |       | 57.934854, 15.860283 | 10043400320004 | Ladda upp en bild av detta fornminne      |
| 2)Ekeby gamla tomt (Horn 33:1) | Gravfält            |              | Horn, Östergötland  |       | 57.932323, 15.873290 | 10043400330001 | Ladda upp en bild av detta fornminne      |
| Horn 34:1                      | Gravfält            |              | Horn, Östergötland  |       | 57.911784, 15.839553 | 10043400340001 | Ladda upp en bild av detta fornminne      |
| Horn 35:1                      | Stensättning        |              | Horn, Östergötland  |       | 57.914537, 15.854607 | 10043400350001 | Ladda upp en bild av detta fornminne      |
| Horn 35:2                      | Stensättning        |              | Horn, Östergötland  |       | 57.914417, 15.854937 | 10043400350002 | Ladda upp en bild av detta fornminne      |
| Horn 36:1                      | Röse                |              | Horn, Östergötland  |       | 57.957709, 15.901981 | 10043400360001 | Ladda upp en bild av detta fornminne      |
| Horn 36:2                      | Stensättning        |              | Horn, Östergötland  |       | 57.957801, 15.901782 | 10043400360002 | Ladda upp en bild av detta fornminne      |
| Horn 36:3                      | Stensättning        |              | Horn, Östergötland  |       | 57.958040, 15.901632 | 10043400360003 | Ladda upp en bild av detta fornminne      |
| Bunkberget (Horn 44:1)         | Fornborg            |              | Horn, Östergötland  |       | 57.844071, 15.925190 | 10043400440001 | Ladda upp en bild av detta fornminne      |
| Horn 66:1                      | Stensättning        |              | Horn, Östergötland  |       | 57.933938, 15.869916 | 10043400660001 | Ladda upp en bild av detta fornminne      |
| Horn 70:1                      | Gravfält            |              | Horn, Östergötland  |       | 57.877618, 15.861994 | 10043400700001 | Ladda upp en bild av detta fornminne      |
| Horn 72:1                      | Gravfält            |              | Horn, Östergötland  |       | 57.935576, 15.837046 | 10043400720001 | Ladda upp en bild av detta fornminne      |
| Bastudden (Horn 73:1)          | Gravfält            |              | Horn, Östergötland  |       | 57.911233, 15.836232 | 10043400730001 | Ladda upp en bild av detta fornminne      |
| Horn 77:1                      | Stensättning        |              | Horn, Östergötland  |       | 57.931734, 15.897388 | 10043400770001 | Ladda upp en bild av detta fornminne      |
| Horn 77:2                      | Stensättning        |              | Horn, Östergötland  |       | 57.931859, 15.897446 | 10043400770002 | Ladda upp en bild av detta fornminne      |
| Horn 81:1                      | Stensättning        |              | Horn, Östergötland  |       | 57.887571, 15.730152 | 10043400810001 | Ladda upp en bild av detta fornminne      |
| Horn 81:2                      | Stensättning        |              | Horn, Östergötland  |       | 57.887662, 15.729936 | 10043400810002 | Ladda upp en bild av detta fornminne      |
| Stafsäter (Horn 88:1)          | Lägenhetsbebyggelse |              | Horn, Östergötland  |       | 57.956642, 15.779837 | 10043400880001 | Ladda upp en bild av detta fornminne      |
| Mosshult (Horn 96)             | Lägenhetsbebyggelse |              | Horn, Östergötland  |       | 57.935399, 15.790513 | 12000000104098 | Ladda upp en bild av detta fornminne      |
| Lindeberg (Horn 98)            | Lägenhetsbebyggelse |              | Horn, Östergötland  |       | 57.926956, 15.726929 | 12000000104103 | Ladda upp en bild av detta fornminne      |
| Sjösätter (Horn 107)           | Lägenhetsbebyggelse |              | Horn, Östergötland  |       | 57.944157, 15.785898 | 12000000104295 | Ladda upp en bild av detta fornminne      |
| Långenäs (Horn 168)            | Lägenhetsbebyggelse |              | Horn, Östergötland  |       | 57.967193, 15.763840 | 12000000126672 | Ladda upp en bild av detta fornminne      |

## Hycklinge
| Namn                           | Lämningstyp                 | Tillkomsttid | Historisk indelning     | Plats | Läge                 | ID-nr          | Bild                                 |
| ------------------------------ | --------------------------- | ------------ | ----------------------- | ----- | -------------------- | -------------- | ------------------------------------ |
| Hedingsboberg (Hycklinge 1:1)  | Fornborg                    |              | Hycklinge, Östergötland |       | 57.857012, 15.993173 | 10043600010001 | Ladda upp en bild av detta fornminne |
| Rummeberg (Hycklinge 2:1)      | Fornborg                    |              | Hycklinge, Östergötland |       | 57.885040, 15.975706 | 10043600020001 | Ladda upp en bild av detta fornminne |
| Sisselis kulle (Hycklinge 5:1) | Stensättning                |              | Hycklinge, Östergötland |       | 57.982521, 15.985067 | 10043600050001 | Ladda upp en bild av detta fornminne |
| Sisselis kulle (Hycklinge 5:2) | Stensättning                |              | Hycklinge, Östergötland |       | 57.982759, 15.985125 | 10043600050002 | Ladda upp en bild av detta fornminne |
| Sisselis kulle (Hycklinge 5:3) | Stensättning                |              | Hycklinge, Östergötland |       | 57.982715, 15.985301 | 10043600050003 | Ladda upp en bild av detta fornminne |
| Korpberget (Hycklinge 6:1)     | Fornborg                    |              | Hycklinge, Östergötland |       | 57.917453, 15.973245 | 10043600060001 | Ladda upp en bild av detta fornminne |
| Hycklinge 7:1                  | Grav markerad av sten/block |              | Hycklinge, Östergötland |       | 57.939757, 15.943370 | 10043600070001 | Ladda upp en bild av detta fornminne |
| Hycklinge 8:1                  | Hög                         |              | Hycklinge, Östergötland |       | 57.936302, 15.932810 | 10043600080001 | Ladda upp en bild av detta fornminne |
| Hycklinge 9:1                  | Stensättning                |              | Hycklinge, Östergötland |       | 57.915501, 15.897618 | 10043600090001 | Ladda upp en bild av detta fornminne |
| Hycklinge 9:2                  | Stensättning                |              | Hycklinge, Östergötland |       | 57.915851, 15.897476 | 10043600090002 | Ladda upp en bild av detta fornminne |
| Hycklinge 10:1                 | Stensättning                |              | Hycklinge, Östergötland |       | 57.932652, 15.939562 | 10043600100001 | Ladda upp en bild av detta fornminne |
| Hycklinge 11:1                 | Gravfält                    |              | Hycklinge, Östergötland |       | 57.911006, 15.969490 | 10043600110001 | Ladda upp en bild av detta fornminne |
| Hycklinge 12:2                 | Gravfält                    |              | Hycklinge, Östergötland |       | 57.923311, 15.896070 | 10043600120002 | Ladda upp en bild av detta fornminne |
| Hycklinge 13:1                 | Hög                         |              | Hycklinge, Östergötland |       | 57.918028, 15.901011 | 10043600130001 | Ladda upp en bild av detta fornminne |
| Hycklinge 13:2                 | Hög                         |              | Hycklinge, Östergötland |       | 57.918127, 15.901325 | 10043600130002 | Ladda upp en bild av detta fornminne |
| Hycklinge 14:1                 | Stensättning                |              | Hycklinge, Östergötland |       | 57.969516, 15.941913 | 10043600140001 | Ladda upp en bild av detta fornminne |
| Hycklinge 14:2                 | Stensättning                |              | Hycklinge, Östergötland |       | 57.969541, 15.941750 | 10043600140002 | Ladda upp en bild av detta fornminne |
| Hycklinge 15:1                 | Röse                        |              | Hycklinge, Östergötland |       | 57.930920, 15.993905 | 10043600150001 | Ladda upp en bild av detta fornminne |
| Hycklinge 15:2                 | Röse                        |              | Hycklinge, Östergötland |       | 57.931010, 15.994050 | 10043600150002 | Ladda upp en bild av detta fornminne |
| Hycklinge 15:3                 | Röse                        |              | Hycklinge, Östergötland |       | 57.930943, 15.994208 | 10043600150003 | Ladda upp en bild av detta fornminne |
| Hycklinge 15:4                 | Röse                        |              | Hycklinge, Östergötland |       | 57.930858, 15.994363 | 10043600150004 | Ladda upp en bild av detta fornminne |
| Hycklinge 16:1                 | Röse                        |              | Hycklinge, Östergötland |       | 57.930559, 15.995967 | 10043600160001 | Ladda upp en bild av detta fornminne |
| Hycklinge 16:2                 | Stensättning                |              | Hycklinge, Östergötland |       | 57.930658, 15.995924 | 10043600160002 | Ladda upp en bild av detta fornminne |
| Hycklinge 35:1                 | Stensättning                |              | Hycklinge, Östergötland |       | 57.929486, 15.997133 | 10043600350001 | Ladda upp en bild av detta fornminne |
| Hycklinge 35:2                 | Stensättning                |              | Hycklinge, Östergötland |       | 57.929800, 15.996427 | 10043600350002 | Ladda upp en bild av detta fornminne |
| Hycklinge 35:3                 | Stensättning                |              | Hycklinge, Östergötland |       | 57.929858, 15.996275 | 10043600350003 | Ladda upp en bild av detta fornminne |
| Hycklinge 35:4                 | Stensättning                |              | Hycklinge, Östergötland |       | 57.929493, 15.997423 | 10043600350004 | Ladda upp en bild av detta fornminne |
| Hycklinge 35:5                 | Stensättning                |              | Hycklinge, Östergötland |       | 57.929552, 15.997370 | 10043600350005 | Ladda upp en bild av detta fornminne |
| Hycklinge 35:6                 | Stensättning                |              | Hycklinge, Östergötland |       | 57.929405, 15.997055 | 10043600350006 | Ladda upp en bild av detta fornminne |
| Hycklinge 70:1                 | Stensättning                |              | Hycklinge, Östergötland |       | 57.949033, 15.976777 | 10043600700001 | Ladda upp en bild av detta fornminne |
| Hycklinge 88:1                 | Gravfält                    |              | Hycklinge, Östergötland |       | 57.926775, 15.926010 | 10043600880001 | Ladda upp en bild av detta fornminne |
| Hycklinge 92:1                 | Stensättning                |              | Hycklinge, Östergötland |       | 57.928353, 15.942688 | 10043600920001 | Ladda upp en bild av detta fornminne |
| Hycklinge 92:2                 | Stensättning                |              | Hycklinge, Östergötland |       | 57.928275, 15.942741 | 10043600920002 | Ladda upp en bild av detta fornminne |

## Hägerstad
| Namn                                    | Lämningstyp      | Tillkomsttid | Historisk indelning     | Plats | Läge                 | ID-nr          | Bild                                 |
| --------------------------------------- | ---------------- | ------------ | ----------------------- | ----- | -------------------- | -------------- | ------------------------------------ |
| Hägerstad 1:1                           | Gravfält         |              | Hägerstad, Östergötland |       | 58.089488, 15.738207 | 10043700010001 | Ladda upp en bild av detta fornminne |
| Hägerstad 2:1                           | Gravfält         |              | Hägerstad, Östergötland |       | 58.089828, 15.732566 | 10043700020001 | Ladda upp en bild av detta fornminne |
| Hägerstad 3:1                           | Stensättning     |              | Hägerstad, Östergötland |       | 58.050350, 15.732814 | 10043700030001 | Ladda upp en bild av detta fornminne |
| Hägerstad 3:4                           | Stensättning     |              | Hägerstad, Östergötland |       | 58.050131, 15.732204 | 10043700030004 | Ladda upp en bild av detta fornminne |
| Hägerstad 4:1                           | Gravfält         |              | Hägerstad, Östergötland |       | 58.040158, 15.756463 | 10043700040001 | Ladda upp en bild av detta fornminne |
| Hägerstad 5:1                           | Gravfält         |              | Hägerstad, Östergötland |       | 58.042389, 15.745800 | 10043700050001 | Ladda upp en bild av detta fornminne |
| Hägerstad 6:1                           | Stensättning     |              | Hägerstad, Östergötland |       | 58.038970, 15.754459 | 10043700060001 | Ladda upp en bild av detta fornminne |
| Hägerstad 7:1                           | Gravfält         |              | Hägerstad, Östergötland |       | 58.038648, 15.755619 | 10043700070001 | Ladda upp en bild av detta fornminne |
| Hägerstad 8:1                           | Gravfält         |              | Hägerstad, Östergötland |       | 58.039588, 15.765658 | 10043700080001 | Ladda upp en bild av detta fornminne |
| Hägerstad 9:1                           | Gravfält         |              | Hägerstad, Östergötland |       | 58.040755, 15.767779 | 10043700090001 | Ladda upp en bild av detta fornminne |
| Hägerstad 11:1                          | Stensättning     |              | Hägerstad, Östergötland |       | 58.039498, 15.768202 | 10043700110001 | Ladda upp en bild av detta fornminne |
| Hägerstad 11:2                          | Stensättning     |              | Hägerstad, Östergötland |       | 58.039468, 15.768389 | 10043700110002 | Ladda upp en bild av detta fornminne |
| Hägerstads gamla kyrka (Hägerstad 12:1) | Begravningsplats |              | Hägerstad, Östergötland |       | 58.086898, 15.764976 | 10043700120001 | Ladda upp en bild av detta fornminne |
| Hägerstad 13:1                          | Hög              |              | Hägerstad, Östergötland |       | 58.087285, 15.759461 | 10043700130001 | Ladda upp en bild av detta fornminne |
| Hägerstad 13:3                          | Stensättning     |              | Hägerstad, Östergötland |       | 58.087060, 15.759522 | 10043700130003 | Ladda upp en bild av detta fornminne |
| Hägerstad 14:1                          | Stensättning     |              | Hägerstad, Östergötland |       | 58.084394, 15.748020 | 10043700140001 | Ladda upp en bild av detta fornminne |
| Hägerstad 16:1                          | Gravfält         |              | Hägerstad, Östergötland |       | 58.070546, 15.774619 | 10043700160001 | Ladda upp en bild av detta fornminne |
| Hägerstad 17:1                          | Gravfält         |              | Hägerstad, Östergötland |       | 58.078727, 15.764524 | 10043700170001 | Ladda upp en bild av detta fornminne |
| Hägerstad 17:2                          | Stensättning     |              | Hägerstad, Östergötland |       | 58.079023, 15.764260 | 10043700170002 | Ladda upp en bild av detta fornminne |
| Hägerstad 17:3                          | Stensättning     |              | Hägerstad, Östergötland |       | 58.079224, 15.764355 | 10043700170003 | Ladda upp en bild av detta fornminne |
| Gasthögen (Hägerstad 18:1)              | Hög              |              | Hägerstad, Östergötland |       | 58.078167, 15.770303 | 10043700180001 | Ladda upp en bild av detta fornminne |
| Hägerstad 19:1                          | Fornborg         |              | Hägerstad, Östergötland |       | 58.089074, 15.826401 | 10043700190001 | Ladda upp en bild av detta fornminne |
| Hägerstad 31:1                          | Hög              |              | Hägerstad, Östergötland |       | 58.039990, 15.767762 | 10043700310001 | Ladda upp en bild av detta fornminne |
| Hägerstad 35:1                          | Stensättning     |              | Hägerstad, Östergötland |       | 58.079405, 15.760952 | 10043700350001 | Ladda upp en bild av detta fornminne |
| Hägerstad 35:2                          | Stensättning     |              | Hägerstad, Östergötland |       | 58.079418, 15.760566 | 10043700350002 | Ladda upp en bild av detta fornminne |
| Hägerstad 37:1                          | Stensättning     |              | Hägerstad, Östergötland |       | 58.073425, 15.766138 | 10043700370001 | Ladda upp en bild av detta fornminne |
| Hägerstad 38:1                          | Stensättning     |              | Hägerstad, Östergötland |       | 58.069002, 15.779645 | 10043700380001 | Ladda upp en bild av detta fornminne |
| Hägerstad 42:1                          | Stensättning     |              | Hägerstad, Östergötland |       | 58.040521, 15.762678 | 10043700420001 | Ladda upp en bild av detta fornminne |
| Hägerstad 42:2                          | Stensättning     |              | Hägerstad, Östergötland |       | 58.040646, 15.762829 | 10043700420002 | Ladda upp en bild av detta fornminne |
| Hägerstad 43:1                          | Stensättning     |              | Hägerstad, Östergötland |       | 58.038951, 15.766553 | 10043700430001 | Ladda upp en bild av detta fornminne |
| Hägerstad 44:1                          | Stensättning     |              | Hägerstad, Östergötland |       | 58.034034, 15.771035 | 10043700440001 | Ladda upp en bild av detta fornminne |
| Hägerstad 46:1                          | Stensättning     |              | Hägerstad, Östergötland |       | 58.039651, 15.766463 | 10043700460001 | Ladda upp en bild av detta fornminne |
| Hägerstad 47:1                          | Stensättning     |              | Hägerstad, Östergötland |       | 58.079633, 15.731540 | 10043700470001 | Ladda upp en bild av detta fornminne |
| Hägerstad 48:1                          | Hög              |              | Hägerstad, Östergötland |       | 58.084729, 15.725143 | 10043700480001 | Ladda upp en bild av detta fornminne |
| Kisa 102:1                              | Stensättning     |              | Hägerstad, Östergötland |       | 58.089313, 15.745594 | 10044501020001 | Ladda upp en bild av detta fornminne |

## Kisa
| Namn                    | Lämningstyp                 | Tillkomsttid | Historisk indelning | Plats | Läge                 | ID-nr          | Bild                                 |
| ----------------------- | --------------------------- | ------------ | ------------------- | ----- | -------------------- | -------------- | ------------------------------------ |
| Kisa 1:1                | Stensättning                |              | Kisa, Östergötland  |       | 57.994123, 15.619954 | 10044500010001 | Ladda upp en bild av detta fornminne |
| Kisa 2:1                | Stensättning                |              | Kisa, Östergötland  |       | 57.988628, 15.622106 | 10044500020001 | Ladda upp en bild av detta fornminne |
| Kisa 2:2                | Stensättning                |              | Kisa, Östergötland  |       | 57.988795, 15.622043 | 10044500020002 | Ladda upp en bild av detta fornminne |
| Kisa 4:1                | Stensättning                |              | Kisa, Östergötland  |       | 57.995229, 15.609124 | 10044500040001 | Ladda upp en bild av detta fornminne |
| Borgarberget (Kisa 5:1) | Fornborg                    |              | Kisa, Östergötland  |       | 57.991097, 15.632638 | 10044500050001 | Ladda upp en bild av detta fornminne |
| Kisa 6:1                | Stensättning                |              | Kisa, Östergötland  |       | 57.979005, 15.605406 | 10044500060001 | Ladda upp en bild av detta fornminne |
| Kisa 7:1                | Stensättning                |              | Kisa, Östergötland  |       | 57.979326, 15.604417 | 10044500070001 | Ladda upp en bild av detta fornminne |
| Kisa 27:1               | Röse                        |              | Kisa, Östergötland  |       | 57.935127, 15.619236 | 10044500270001 | Ladda upp en bild av detta fornminne |
| Kisa 28:1               | Gravfält                    |              | Kisa, Östergötland  |       | 57.935554, 15.621104 | 10044500280001 | Ladda upp en bild av detta fornminne |
| Kisa 33:1               | Grav markerad av sten/block |              | Kisa, Östergötland  |       | 58.026658, 15.589984 | 10044500330001 | Ladda upp en bild av detta fornminne |
| Kisa 35:1               | Gravfält                    |              | Kisa, Östergötland  |       | 58.045886, 15.519913 | 10044500350001 | Ladda upp en bild av detta fornminne |
| Kisa 46:1               | Gravfält                    |              | Kisa, Östergötland  |       | 57.999212, 15.663602 | 10044500460001 | Ladda upp en bild av detta fornminne |
| Kisa 47:1               | Stensättning                |              | Kisa, Östergötland  |       | 57.990986, 15.667249 | 10044500470001 | Ladda upp en bild av detta fornminne |
| Kisa 47:2               | Stensättning                |              | Kisa, Östergötland  |       | 57.990949, 15.667479 | 10044500470002 | Ladda upp en bild av detta fornminne |
| Kisa 47:3               | Stensättning                |              | Kisa, Östergötland  |       | 57.990881, 15.667380 | 10044500470003 | Ladda upp en bild av detta fornminne |
| Kisa 66:1               | Hällristning                |              | Kisa, Östergötland  |       | 57.987122, 15.643208 | 10044500660001 | Ladda upp en bild av detta fornminne |
| Kisa 67:1               | Grav markerad av sten/block |              | Kisa, Östergötland  |       | 58.026046, 15.588414 | 10044500670001 | Ladda upp en bild av detta fornminne |
| Kisa 67:2               | Grav markerad av sten/block |              | Kisa, Östergötland  |       | 58.026071, 15.588285 | 10044500670002 | Ladda upp en bild av detta fornminne |
| Kisa 90:1               | Stensättning                |              | Kisa, Östergötland  |       | 57.979714, 15.603181 | 10044500900001 | Ladda upp en bild av detta fornminne |
| Kisa 98:1               | Stensättning                |              | Kisa, Östergötland  |       | 57.973416, 15.641709 | 10044500980001 | Ladda upp en bild av detta fornminne |
| Kisa 101:1              | Gravfält                    |              | Kisa, Östergötland  |       | 58.055883, 15.526708 | 10044501010001 | Ladda upp en bild av detta fornminne |
| Hagdalen (Kisa 107)     | Lägenhetsbebyggelse         |              | Kisa, Östergötland  |       | 57.988417, 15.600164 | 12000000111558 | Ladda upp en bild av detta fornminne |
| Rosbo (Kisa 174)        | Lägenhetsbebyggelse         |              | Kisa, Östergötland  |       | 58.027983, 15.498987 | 12000000129251 | Ladda upp en bild av detta fornminne |
| Gigelhult (Kisa 189)    | Lägenhetsbebyggelse         |              | Kisa, Östergötland  |       | 58.018878, 15.481422 | 12000000129487 | Ladda upp en bild av detta fornminne |
| Jonsbo (Kisa 191)       | Lägenhetsbebyggelse         |              | Kisa, Östergötland  |       | 58.024230, 15.495262 | 12000000129489 | Ladda upp en bild av detta fornminne |
| Mjölsehylta (Kisa 202)  | Lägenhetsbebyggelse         |              | Kisa, Östergötland  |       | 58.023226, 15.523108 | 12000000130882 | Ladda upp en bild av detta fornminne |
| Nybygget (Kisa 226)     | Lägenhetsbebyggelse         |              | Kisa, Östergötland  |       | 57.919732, 15.662908 | 12000000132293 | Ladda upp en bild av detta fornminne |
| Stockbäcken (Kisa 228)  | Lägenhetsbebyggelse         |              | Kisa, Östergötland  |       | 57.910084, 15.658291 | 12000000132295 | Ladda upp en bild av detta fornminne |

## Kättilstad
| Namn                         | Lämningstyp                 | Tillkomsttid | Historisk indelning      | Plats | Läge                 | ID-nr          | Bild                                 |
| ---------------------------- | --------------------------- | ------------ | ------------------------ | ----- | -------------------- | -------------- | ------------------------------------ |
| Medelöskans (Kättilstad 1:1) | Fornborg                    |              | Kättilstad, Östergötland |       | 58.112617, 15.875297 | 10045700010001 | Ladda upp en bild av detta fornminne |
| Kättilstad 3:1               | Fornborg                    |              | Kättilstad, Östergötland |       | 58.135121, 15.838070 | 10045700030001 | Ladda upp en bild av detta fornminne |
| Kättilstad 6:1               | Grav markerad av sten/block |              | Kättilstad, Östergötland |       | 58.086951, 15.880001 | 10045700060001 | Ladda upp en bild av detta fornminne |
| Kättilstad 9:1               | Gravfält                    |              | Kättilstad, Östergötland |       | 58.110092, 15.732436 | 10045700090001 | Ladda upp en bild av detta fornminne |
| Kulterna (Kättilstad 10:1)   | Gravfält                    |              | Kättilstad, Östergötland |       | 58.098381, 15.770665 | 10045700100001 | Ladda upp en bild av detta fornminne |
| Kättilstad 11:1              | Fornborg                    |              | Kättilstad, Östergötland |       | 58.103580, 15.778413 | 10045700110001 | Ladda upp en bild av detta fornminne |
| Kättilstad 12:1              | Gravfält                    |              | Kättilstad, Östergötland |       | 58.093560, 15.729606 | 10045700120001 | Ladda upp en bild av detta fornminne |
| Kättilstad 13:1              | Gravfält                    |              | Kättilstad, Östergötland |       | 58.093950, 15.732195 | 10045700130001 | Ladda upp en bild av detta fornminne |
| Kättilstad 14:1              | Gravfält                    |              | Kättilstad, Östergötland |       | 58.103128, 15.717613 | 10045700140001 | Ladda upp en bild av detta fornminne |
| Kättilstad 15:1              | Stensättning                |              | Kättilstad, Östergötland |       | 58.100268, 15.715598 | 10045700150001 | Ladda upp en bild av detta fornminne |
| Korpberget (Kättilstad 16:1) | Fornborg                    |              | Kättilstad, Östergötland |       | 58.087348, 15.665772 | 10045700160001 | Ladda upp en bild av detta fornminne |
| Kättilstad 20:1              | Fornborg                    |              | Kättilstad, Östergötland |       | 58.084019, 15.683837 | 10045700200001 | Ladda upp en bild av detta fornminne |
| Kättilstad 21:1              | Grav markerad av sten/block |              | Kättilstad, Östergötland |       | 58.097111, 16.019665 | 10045700210001 | Ladda upp en bild av detta fornminne |
| Kättilstad 63:1              | Gravfält                    |              | Kättilstad, Östergötland |       | 58.101134, 15.722860 | 10045700630001 | Ladda upp en bild av detta fornminne |
| Kättilstad 64:1              | Gravfält                    |              | Kättilstad, Östergötland |       | 58.101385, 15.724646 | 10045700640001 | Ladda upp en bild av detta fornminne |
| Kättilstad 65:1              | Stensättning                |              | Kättilstad, Östergötland |       | 58.101867, 15.724829 | 10045700650001 | Ladda upp en bild av detta fornminne |
| Kättilstad 66:1              | Hög                         |              | Kättilstad, Östergötland |       | 58.093961, 15.715135 | 10045700660001 | Ladda upp en bild av detta fornminne |
| Kättilstad 66:2              | Stensättning                |              | Kättilstad, Östergötland |       | 58.094033, 15.714965 | 10045700660002 | Ladda upp en bild av detta fornminne |
| Kättilstad 66:3              | Stensättning                |              | Kättilstad, Östergötland |       | 58.094143, 15.715052 | 10045700660003 | Ladda upp en bild av detta fornminne |
| Kättilstad 67:1              | Stensättning                |              | Kättilstad, Östergötland |       | 58.093199, 15.712690 | 10045700670001 | Ladda upp en bild av detta fornminne |
| Kättilstad 67:2              | Stensättning                |              | Kättilstad, Östergötland |       | 58.093169, 15.713321 | 10045700670002 | Ladda upp en bild av detta fornminne |
| Kättilstad 68:1              | Stensättning                |              | Kättilstad, Östergötland |       | 58.101245, 15.777169 | 10045700680001 | Ladda upp en bild av detta fornminne |
| Kättilstad 68:2              | Stensättning                |              | Kättilstad, Östergötland |       | 58.101230, 15.777413 | 10045700680002 | Ladda upp en bild av detta fornminne |
| Kättilstad 68:3              | Stensättning                |              | Kättilstad, Östergötland |       | 58.101371, 15.777555 | 10045700680003 | Ladda upp en bild av detta fornminne |
| Kättilstad 68:4              | Stensättning                |              | Kättilstad, Östergötland |       | 58.101246, 15.777794 | 10045700680004 | Ladda upp en bild av detta fornminne |
| Kättilstad 68:5              | Stensättning                |              | Kättilstad, Östergötland |       | 58.100858, 15.776970 | 10045700680005 | Ladda upp en bild av detta fornminne |
| Kättilstad 68:6              | Stensättning                |              | Kättilstad, Östergötland |       | 58.100592, 15.776694 | 10045700680006 | Ladda upp en bild av detta fornminne |
| Kättilstad 70:1              | Stensättning                |              | Kättilstad, Östergötland |       | 58.103125, 15.776924 | 10045700700001 | Ladda upp en bild av detta fornminne |
| Kättilstad 71:1              | Stensättning                |              | Kättilstad, Östergötland |       | 58.100769, 15.785193 | 10045700710001 | Ladda upp en bild av detta fornminne |

## Oppeby
| Namn                     | Lämningstyp                 | Tillkomsttid | Historisk indelning  | Plats | Läge                 | ID-nr          | Bild                                 |
| ------------------------ | --------------------------- | ------------ | -------------------- | ----- | -------------------- | -------------- | ------------------------------------ |
| Skansberget (Oppeby 1:1) | Fornborg                    |              | Oppeby, Östergötland |       | 58.028298, 15.735441 | 10047300010001 | Ladda upp en bild av detta fornminne |
| Oppeby 4:1               | Stensättning                |              | Oppeby, Östergötland |       | 58.025901, 15.770524 | 10047300040001 | Ladda upp en bild av detta fornminne |
| Oppeby 4:2               | Stensättning                |              | Oppeby, Östergötland |       | 58.025964, 15.770328 | 10047300040002 | Ladda upp en bild av detta fornminne |
| Oppeby 5:1               | Gravfält                    |              | Oppeby, Östergötland |       | 58.030796, 15.806098 | 10047300050001 | Ladda upp en bild av detta fornminne |
| Oppeby 6:1               | Stensättning                |              | Oppeby, Östergötland |       | 58.026793, 15.809766 | 10047300060001 | Ladda upp en bild av detta fornminne |
| Oppeby 6:2               | Stensättning                |              | Oppeby, Östergötland |       | 58.026984, 15.809504 | 10047300060002 | Ladda upp en bild av detta fornminne |
| Oppeby 7:1               | Stensättning                |              | Oppeby, Östergötland |       | 58.027636, 15.811735 | 10047300070001 | Ladda upp en bild av detta fornminne |
| Oppeby 9:1               | Gravfält                    |              | Oppeby, Östergötland |       | 58.036125, 15.805148 | 10047300090001 | Ladda upp en bild av detta fornminne |
| Oppeby 13:1              | Gravfält                    |              | Oppeby, Östergötland |       | 58.001574, 15.901721 | 10047300130001 | Ladda upp en bild av detta fornminne |
| Oppeby 15:1              | Gravfält                    |              | Oppeby, Östergötland |       | 58.003653, 15.841737 | 10047300150001 | Ladda upp en bild av detta fornminne |
| Oppeby 16:1              | Gravfält                    |              | Oppeby, Östergötland |       | 58.009318, 15.821484 | 10047300160001 | Ladda upp en bild av detta fornminne |
| Oppeby 17:1              | Stensättning                |              | Oppeby, Östergötland |       | 58.011649, 15.826744 | 10047300170001 | Ladda upp en bild av detta fornminne |
| Oppeby 18:1              | Stensättning                |              | Oppeby, Östergötland |       | 58.008677, 15.833071 | 10047300180001 | Ladda upp en bild av detta fornminne |
| Borgkullen (Oppeby 20:1) | Fornborg                    |              | Oppeby, Östergötland |       | 57.990156, 15.939070 | 10047300200001 | Ladda upp en bild av detta fornminne |
| Oppeby 21:1              | Stensättning                |              | Oppeby, Östergötland |       | 57.997000, 16.021942 | 10047300210001 | Ladda upp en bild av detta fornminne |
| Oppeby 23:1              | Gravfält                    |              | Oppeby, Östergötland |       | 58.009716, 15.968756 | 10047300230001 | Ladda upp en bild av detta fornminne |
| Oppeby 24:1              | Stensättning                |              | Oppeby, Östergötland |       | 57.999391, 15.985968 | 10047300240001 | Ladda upp en bild av detta fornminne |
| Oppeby 29:1              | Röse                        |              | Oppeby, Östergötland |       | 58.020484, 15.998173 | 10047300290001 | Ladda upp en bild av detta fornminne |
| Oppeby 41:1              | Grav markerad av sten/block |              | Oppeby, Östergötland |       | 57.984873, 16.056857 | 10047300410001 | Ladda upp en bild av detta fornminne |
| Oppeby 48:1              | Stensättning                |              | Oppeby, Östergötland |       | 58.003750, 15.839175 | 10047300480001 | Ladda upp en bild av detta fornminne |
| Oppeby 53                | Stensättning                |              | Oppeby, Östergötland |       | 58.026297, 15.770513 | 12000000101550 | Ladda upp en bild av detta fornminne |
| Oppeby 54                | Stensättning                |              | Oppeby, Östergötland |       | 58.026300, 15.770371 | 12000000101551 | Ladda upp en bild av detta fornminne |
| Oppeby 55                | Gravfält                    |              | Oppeby, Östergötland |       | 58.025884, 15.769035 | 12000000101552 | Ladda upp en bild av detta fornminne |
| Hycklinge 83:1           | Röse                        |              | Oppeby, Östergötland |       | 57.976344, 15.987741 | 10043600830001 | Ladda upp en bild av detta fornminne |
| Hycklinge 83:2           | Stensättning                |              | Oppeby, Östergötland |       | 57.976431, 15.987599 | 10043600830002 | Ladda upp en bild av detta fornminne |
| Hycklinge 83:4           | Stensättning                |              | Oppeby, Östergötland |       | 57.976364, 15.987445 | 10043600830004 | Ladda upp en bild av detta fornminne |

## Tidersrum
| Namn           | Lämningstyp | Tillkomsttid | Historisk indelning     | Plats | Läge                 | ID-nr          | Bild                                 |
| -------------- | ----------- | ------------ | ----------------------- | ----- | -------------------- | -------------- | ------------------------------------ |
| Tidersrum 30:1 | Gravfält    |              | Tidersrum, Östergötland |       | 57.908029, 15.505678 | 10050700300001 | Ladda upp en bild av detta fornminne |

## Tjärstad
| Namn                         | Lämningstyp                 | Tillkomsttid | Historisk indelning    | Plats | Läge                 | ID-nr          | Bild                                      |
| ---------------------------- | --------------------------- | ------------ | ---------------------- | ----- | -------------------- | -------------- | ----------------------------------------- |
| Tjärstad 2:1                 | Stensättning                |              | Tjärstad, Östergötland |       | 58.110858, 15.687286 | 10051000020001 | Ladda upp en bild av detta fornminne      |
| Borgehuvud (Tjärstad 3:1)    | Fornborg                    |              | Tjärstad, Östergötland |       | 58.139335, 15.732253 | 10051000030001 | Ladda upp en bild av detta fornminne      |
| Tjärstad 8:1                 | Stensättning                |              | Tjärstad, Östergötland |       | 58.127056, 15.700919 | 10051000080001 | Ladda upp en bild av detta fornminne      |
| Tjärstad 9:1                 | Stensättning                |              | Tjärstad, Östergötland |       | 58.118273, 15.709401 | 10051000090001 | Ladda upp en bild av detta fornminne      |
| Tjärstad 9:3                 | Stensättning                |              | Tjärstad, Östergötland |       | 58.118032, 15.709511 | 10051000090003 | Ladda upp en bild av detta fornminne      |
| Tjärstad 10:1                | Gravfält                    |              | Tjärstad, Östergötland |       | 58.119123, 15.709859 | 10051000100001 | Ladda upp en bild av detta fornminne      |
| Tjärstad 13:1                | Stensättning                |              | Tjärstad, Östergötland |       | 58.163769, 15.631989 | 10051000130001 | Ladda upp en bild av detta fornminne      |
| Borgarmon (Tjärstad 18:1)    | Fornborg                    |              | Tjärstad, Östergötland |       | 58.146770, 15.642210 | 10051000180001 | Ladda upp en till bild av detta fornminne |
| Tjärstad 24:1                | Stenkrets                   |              | Tjärstad, Östergötland |       | 58.170002, 15.702418 | 10051000240001 | Ladda upp en bild av detta fornminne      |
| Tjärstad 24:2                | Stenkrets                   |              | Tjärstad, Östergötland |       | 58.170097, 15.702645 | 10051000240002 | Ladda upp en bild av detta fornminne      |
| Tjärstad 25:1                | Stensättning                |              | Tjärstad, Östergötland |       | 58.170407, 15.703506 | 10051000250001 | Ladda upp en bild av detta fornminne      |
| Tjärstad 40:1                | Gravfält                    |              | Tjärstad, Östergötland |       | 58.127086, 15.670210 | 10051000400001 | Ladda upp en bild av detta fornminne      |
| Tjärstad 41:1                | Stensättning                |              | Tjärstad, Östergötland |       | 58.135307, 15.672770 | 10051000410001 | Ladda upp en bild av detta fornminne      |
| Tjärstad 42:1                | Stensättning                |              | Tjärstad, Östergötland |       | 58.135207, 15.671298 | 10051000420001 | Ladda upp en bild av detta fornminne      |
| Tjärstad 42:2                | Stensättning                |              | Tjärstad, Östergötland |       | 58.135166, 15.671128 | 10051000420002 | Ladda upp en bild av detta fornminne      |
| Tjärstad 42:3                | Stensättning                |              | Tjärstad, Östergötland |       | 58.135250, 15.671090 | 10051000420003 | Ladda upp en bild av detta fornminne      |
| Tjärstad 43:1                | Stensättning                |              | Tjärstad, Östergötland |       | 58.133036, 15.713172 | 10051000430001 | Ladda upp en bild av detta fornminne      |
| Tempelkullen (Tjärstad 45:1) | Hög                         |              | Tjärstad, Östergötland |       | 58.127244, 15.706963 | 10051000450001 | Ladda upp en bild av detta fornminne      |
| Högabacken (Tjärstad 60:1)   | Gravfält                    |              | Tjärstad, Östergötland |       | 58.131732, 15.687584 | 10051000600001 | Ladda upp en till bild av detta fornminne |
| Tjärstad 62:1                | Stensättning                |              | Tjärstad, Östergötland |       | 58.151731, 15.771130 | 10051000620001 | Ladda upp en bild av detta fornminne      |
| Tjärstad 62:2                | Stensättning                |              | Tjärstad, Östergötland |       | 58.151863, 15.771319 | 10051000620002 | Ladda upp en bild av detta fornminne      |
| Tjärstad 63:1                | Grav markerad av sten/block |              | Tjärstad, Östergötland |       | 58.154148, 15.776033 | 10051000630001 | Ladda upp en bild av detta fornminne      |
| Tjärstad 69:1                | Stensättning                |              | Tjärstad, Östergötland |       | 58.114303, 15.715201 | 10051000690001 | Ladda upp en bild av detta fornminne      |
| Tjärstad 74:1                | Stensättning                |              | Tjärstad, Östergötland |       | 58.137927, 15.691254 | 10051000740001 | Ladda upp en bild av detta fornminne      |
| "Gastkullen" (Tjärstad 76:1) | Hög                         |              | Tjärstad, Östergötland |       | 58.114928, 15.726708 | 10051000760001 | Ladda upp en bild av detta fornminne      |
| "Gastkullen" (Tjärstad 76:2) | Stensättning                |              | Tjärstad, Östergötland |       | 58.115018, 15.726648 | 10051000760002 | Ladda upp en bild av detta fornminne      |
| "Gastkullen" (Tjärstad 76:3) | Stensättning                |              | Tjärstad, Östergötland |       | 58.115119, 15.726554 | 10051000760003 | Ladda upp en bild av detta fornminne      |
| Tjärstad 82:1                | Gravfält                    |              | Tjärstad, Östergötland |       | 58.105565, 15.710855 | 10051000820001 | Ladda upp en bild av detta fornminne      |
| Tjärstad 98:1                | Gravfält                    |              | Tjärstad, Östergötland |       | 58.125482, 15.688446 | 10051000980001 | Ladda upp en bild av detta fornminne      |
| Högabacken (Tjärstad 99:1)   | Gravfält                    |              | Tjärstad, Östergötland |       | 58.131482, 15.685253 | 10051000990001 | Ladda upp en bild av detta fornminne      |
| Tjärstad 102:1               | Stensättning                |              | Tjärstad, Östergötland |       | 58.122292, 15.709497 | 10051001020001 | Ladda upp en bild av detta fornminne      |

## Västra Eneby
| Namn                                        | Lämningstyp                 | Tillkomsttid | Historisk indelning        | Plats | Läge                 | ID-nr          | Bild                                 |
| ------------------------------------------- | --------------------------- | ------------ | -------------------------- | ----- | -------------------- | -------------- | ------------------------------------ |
| Västra Eneby 5:1                            | Gravfält                    |              | Västra Eneby, Östergötland |       | 58.013246, 15.704556 | 10053300050001 | Ladda upp en bild av detta fornminne |
| Västra Eneby 5:2                            | Stensättning                |              | Västra Eneby, Östergötland |       | 58.012887, 15.704782 | 10053300050002 | Ladda upp en bild av detta fornminne |
| Västra Eneby 5:3                            | Stensättning                |              | Västra Eneby, Östergötland |       | 58.012723, 15.704659 | 10053300050003 | Ladda upp en bild av detta fornminne |
| Västra Eneby 5:4                            | Stensättning                |              | Västra Eneby, Östergötland |       | 58.012565, 15.704653 | 10053300050004 | Ladda upp en bild av detta fornminne |
| Västra Eneby 8:1                            | Stensättning                |              | Västra Eneby, Östergötland |       | 57.997292, 15.695232 | 10053300080001 | Ladda upp en bild av detta fornminne |
| Västra Eneby 10:1                           | Stensättning                |              | Västra Eneby, Östergötland |       | 57.994919, 15.688144 | 10053300100001 | Ladda upp en bild av detta fornminne |
| Västra Eneby 10:2                           | Stensättning                |              | Västra Eneby, Östergötland |       | 57.995037, 15.688116 | 10053300100002 | Ladda upp en bild av detta fornminne |
| Västra Eneby 10:3                           | Stensättning                |              | Västra Eneby, Östergötland |       | 57.995141, 15.688132 | 10053300100003 | Ladda upp en bild av detta fornminne |
| Västra Eneby 16:1                           | Stensättning                |              | Västra Eneby, Östergötland |       | 58.011367, 15.713144 | 10053300160001 | Ladda upp en bild av detta fornminne |
| Hovby skans (Hovberget) (Västra Eneby 18:1) | Fornborg                    |              | Västra Eneby, Östergötland |       | 58.015121, 15.722787 | 10053300180001 | Ladda upp en bild av detta fornminne |
| Västra Eneby 21:1                           | Stensättning                |              | Västra Eneby, Östergötland |       | 58.007417, 15.717845 | 10053300210001 | Ladda upp en bild av detta fornminne |
| Västra Eneby 23:1                           | Gravfält                    |              | Västra Eneby, Östergötland |       | 58.013703, 15.682971 | 10053300230001 | Ladda upp en bild av detta fornminne |
| Västra Eneby 24:1                           | Stensättning                |              | Västra Eneby, Östergötland |       | 58.009576, 15.690271 | 10053300240001 | Ladda upp en bild av detta fornminne |
| Västra Eneby 27:1                           | Stensättning                |              | Västra Eneby, Östergötland |       | 57.993483, 15.713248 | 10053300270001 | Ladda upp en bild av detta fornminne |
| Västra Eneby 41:1                           | Stensättning                |              | Västra Eneby, Östergötland |       | 58.039098, 15.705512 | 10053300410001 | Ladda upp en bild av detta fornminne |
| Västra Eneby 54:1                           | Gravfält                    |              | Västra Eneby, Östergötland |       | 58.052388, 15.645096 | 10053300540001 | Ladda upp en bild av detta fornminne |
| Dackekullen (Västra Eneby 56:1)             | Gravfält                    |              | Västra Eneby, Östergötland |       | 58.056220, 15.642741 | 10053300560001 | Ladda upp en bild av detta fornminne |
| Västra Eneby 58:1                           | Gravfält                    |              | Västra Eneby, Östergötland |       | 58.056814, 15.661191 | 10053300580001 | Ladda upp en bild av detta fornminne |
| Västra Eneby 61:1                           | Gravfält                    |              | Västra Eneby, Östergötland |       | 58.046297, 15.659142 | 10053300610001 | Ladda upp en bild av detta fornminne |
| Västra Eneby 62:1                           | Gravfält                    |              | Västra Eneby, Östergötland |       | 58.048879, 15.659263 | 10053300620001 | Ladda upp en bild av detta fornminne |
| Västra Eneby 64:1                           | Gravfält                    |              | Västra Eneby, Östergötland |       | 58.061519, 15.643884 | 10053300640001 | Ladda upp en bild av detta fornminne |
| Skansberget (Västra Eneby 65:1)             | Fornborg                    |              | Västra Eneby, Östergötland |       | 58.067277, 15.691146 | 10053300650001 | Ladda upp en bild av detta fornminne |
| Västra Eneby 66:1                           | Fornborg                    |              | Västra Eneby, Östergötland |       | 58.057354, 15.693334 | 10053300660001 | Ladda upp en bild av detta fornminne |
| Västra Eneby 67:1                           | Stensättning                |              | Västra Eneby, Östergötland |       | 58.062194, 15.680339 | 10053300670001 | Ladda upp en bild av detta fornminne |
| Västra Eneby 67:2                           | Stensättning                |              | Västra Eneby, Östergötland |       | 58.062121, 15.680406 | 10053300670002 | Ladda upp en bild av detta fornminne |
| Västra Eneby 67:3                           | Stensättning                |              | Västra Eneby, Östergötland |       | 58.062037, 15.680460 | 10053300670003 | Ladda upp en bild av detta fornminne |
| Västra Eneby 68:1                           | Grav markerad av sten/block |              | Västra Eneby, Östergötland |       | 58.070947, 15.657160 | 10053300680001 | Ladda upp en bild av detta fornminne |
| Västra Eneby 68:2                           | Grav markerad av sten/block |              | Västra Eneby, Östergötland |       | 58.070915, 15.657521 | 10053300680002 | Ladda upp en bild av detta fornminne |
| Västra Eneby 70:1                           | Gravfält                    |              | Västra Eneby, Östergötland |       | 58.061293, 15.660565 | 10053300700001 | Ladda upp en bild av detta fornminne |
| Västra Eneby 71:1                           | Gravfält                    |              | Västra Eneby, Östergötland |       | 58.060791, 15.656181 | 10053300710001 | Ladda upp en bild av detta fornminne |
| Västra Eneby 81:1                           | Stensättning                |              | Västra Eneby, Östergötland |       | 57.992045, 15.684496 | 10053300810001 | Ladda upp en bild av detta fornminne |
| Västra Eneby 81:2                           | Stensättning                |              | Västra Eneby, Östergötland |       | 57.991986, 15.684289 | 10053300810002 | Ladda upp en bild av detta fornminne |
| Västra Eneby 81:3                           | Stensättning                |              | Västra Eneby, Östergötland |       | 57.992003, 15.683944 | 10053300810003 | Ladda upp en bild av detta fornminne |
| Västra Eneby 81:4                           | Stensättning                |              | Västra Eneby, Östergötland |       | 57.991984, 15.683775 | 10053300810004 | Ladda upp en bild av detta fornminne |
| Rökinge (Västra Eneby 84:1)                 | Lägenhetsbebyggelse         |              | Västra Eneby, Östergötland |       | 58.017069, 15.707281 | 10053300840001 | Ladda upp en bild av detta fornminne |
| Vadstugan (Västra Eneby 96:1)               | Lägenhetsbebyggelse         |              | Västra Eneby, Östergötland |       | 57.989275, 15.762659 | 10053300960001 | Ladda upp en bild av detta fornminne |
| Nydal (Västra Eneby 98:1)                   | Lägenhetsbebyggelse         |              | Västra Eneby, Östergötland |       | 57.992216, 15.751090 | 10053300980001 | Ladda upp en bild av detta fornminne |
| Togöl (Västra Eneby 99:1)                   | Lägenhetsbebyggelse         |              | Västra Eneby, Östergötland |       | 57.993617, 15.741726 | 10053300990001 | Ladda upp en bild av detta fornminne |
| Stenstorp (Västra Eneby 101:1)              | Lägenhetsbebyggelse         |              | Västra Eneby, Östergötland |       | 57.993732, 15.752136 | 10053301010001 | Ladda upp en bild av detta fornminne |
| Skäckten (Västra Eneby 127:1)               | Grav markerad av sten/block |              | Västra Eneby, Östergötland |       | 58.072985, 15.656210 | 10053301270001 | Ladda upp en bild av detta fornminne |
| Västra Eneby 128:1                          | Gravfält                    |              | Västra Eneby, Östergötland |       | 58.007358, 15.716636 | 10053301280001 | Ladda upp en bild av detta fornminne |
| Västra Eneby 129:1                          | Stensättning                |              | Västra Eneby, Östergötland |       | 58.009718, 15.717091 | 10053301290001 | Ladda upp en bild av detta fornminne |
| Västra Eneby 130:1                          | Stensättning                |              | Västra Eneby, Östergötland |       | 58.010753, 15.716662 | 10053301300001 | Ladda upp en bild av detta fornminne |
| Västra Eneby 138:1                          | Gravfält                    |              | Västra Eneby, Östergötland |       | 58.000364, 15.714545 | 10053301380001 | Ladda upp en bild av detta fornminne |
| Västra Eneby 139:1                          | Gravfält                    |              | Västra Eneby, Östergötland |       | 58.055018, 15.662118 | 10053301390001 | Ladda upp en bild av detta fornminne |
| Västra Eneby 140:1                          | Gravfält                    |              | Västra Eneby, Östergötland |       | 58.005066, 15.690243 | 10053301400001 | Ladda upp en bild av detta fornminne |
| Västra Eneby 141:1                          | Gravfält                    |              | Västra Eneby, Östergötland |       | 58.013103, 15.681674 | 10053301410001 | Ladda upp en bild av detta fornminne |
| Västra Eneby 143:1                          | Stensättning                |              | Västra Eneby, Östergötland |       | 58.015814, 15.716738 | 10053301430001 | Ladda upp en bild av detta fornminne |
| Västra Eneby 147:1                          | Stensättning                |              | Västra Eneby, Östergötland |       | 58.011751, 15.690410 | 10053301470001 | Ladda upp en bild av detta fornminne |
| Västra Eneby 147:2                          | Stensättning                |              | Västra Eneby, Östergötland |       | 58.011716, 15.690762 | 10053301470002 | Ladda upp en bild av detta fornminne |
| Västra Eneby 147:3                          | Stensättning                |              | Västra Eneby, Östergötland |       | 58.011546, 15.691021 | 10053301470003 | Ladda upp en bild av detta fornminne |
| Västra Eneby 147:4                          | Stensättning                |              | Västra Eneby, Östergötland |       | 58.011426, 15.691682 | 10053301470004 | Ladda upp en bild av detta fornminne |
| Västra Eneby 148:1                          | Stensättning                |              | Västra Eneby, Östergötland |       | 58.011101, 15.693025 | 10053301480001 | Ladda upp en bild av detta fornminne |
| Västra Eneby 148:2                          | Stensättning                |              | Västra Eneby, Östergötland |       | 58.010813, 15.693430 | 10053301480002 | Ladda upp en bild av detta fornminne |
| Västra Eneby 150:1                          | Stensättning                |              | Västra Eneby, Östergötland |       | 58.009882, 15.693439 | 10053301500001 | Ladda upp en bild av detta fornminne |
| Västra Eneby 151:1                          | Stensättning                |              | Västra Eneby, Östergötland |       | 57.997030, 15.691209 | 10053301510001 | Ladda upp en bild av detta fornminne |
| Västra Eneby 152:1                          | Gravfält                    |              | Västra Eneby, Östergötland |       | 58.001589, 15.702862 | 10053301520001 | Ladda upp en bild av detta fornminne |
| Västra Eneby 153:1                          | Stensättning                |              | Västra Eneby, Östergötland |       | 58.006089, 15.683901 | 10053301530001 | Ladda upp en bild av detta fornminne |
| Västra Eneby 154:1                          | Gravfält                    |              | Västra Eneby, Östergötland |       | 58.015328, 15.676516 | 10053301540001 | Ladda upp en bild av detta fornminne |
| Västra Eneby 155:1                          | Fornborg                    |              | Västra Eneby, Östergötland |       | 58.062319, 15.655001 | 10053301550001 | Ladda upp en bild av detta fornminne |
| Västra Eneby 163:1                          | Stensättning                |              | Västra Eneby, Östergötland |       | 58.006874, 15.692587 | 10053301630001 | Ladda upp en bild av detta fornminne |
| Västra Eneby 166:1                          | Stensättning                |              | Västra Eneby, Östergötland |       | 58.044851, 15.655027 | 10053301660001 | Ladda upp en bild av detta fornminne |
| Västra Eneby 167:1                          | Gravfält                    |              | Västra Eneby, Östergötland |       | 58.045295, 15.654587 | 10053301670001 | Ladda upp en bild av detta fornminne |
| Borgen (Västra Eneby 184)                   | Lägenhetsbebyggelse         |              | Västra Eneby, Östergötland |       | 57.988687, 15.742210 | 12000000126638 | Ladda upp en bild av detta fornminne |
| Hagstugan (Västra Eneby 193)                | Lägenhetsbebyggelse         |              | Västra Eneby, Östergötland |       | 57.987943, 15.749755 | 12000000126648 | Ladda upp en bild av detta fornminne |
| Gröndalen (Västra Eneby 202)                | Lägenhetsbebyggelse         |              | Västra Eneby, Östergötland |       | 57.960331, 15.722789 | 12000000126681 | Ladda upp en bild av detta fornminne |
| Västra Eneby 244                            | Lägenhetsbebyggelse         |              | Västra Eneby, Östergötland |       | 57.918927, 15.665611 | 12000000132267 | Ladda upp en bild av detta fornminne |